# 特里切罗
特里切罗（義大利語：Tricerro），是意大利韦尔切利省的一个市镇。总面积12平方公里，人口681人，人口密度56.8人/平方公里（2009年）。ISTAT代码为002147。